# Trichoptya celebensis
Trichoptya celebensis är en fjärilsart som beskrevs av Swinhoe 1916. Trichoptya celebensis ingår i släktet Trichoptya och familjen nattflyn. Inga underarter finns listade i Catalogue of Life.